# Liste der olympischen Medaillengewinner aus Chinese Taipei
Das Olympische Komitee Taiwans (chinesisch 中華台北奧林匹克委員會, Pinyin Zhōnghuá Táiběi Àolínpǐkè Wěiyuánhuì, englisch Chinese Taipei Olympic Committee) wurde 1979 in das Internationale Olympische Komitee aufgenommen. Im offiziellen Sprachgebrauch des IOK wird die Republik China wegen der Ein-China-Politik der Volksrepublik China “Chinesisch Taipeh” genannt.

## Medaillenbilanz
Bislang konnten Sportler aus der Republik China 43 olympische Medaillen erringen (9 × Gold, 11 × Silber und 23 × Bronze).
| Chinese Taipei bei den Olympischen Sommerspielen                                  | Chinese Taipei bei den Olympischen Sommerspielen | Chinese Taipei bei den Olympischen Sommerspielen | Chinese Taipei bei den Olympischen Sommerspielen | Chinese Taipei bei den Olympischen Sommerspielen | Chinese Taipei bei den Olympischen Sommerspielen |      | Chinese Taipei bei den Olympischen Winterspielen | Chinese Taipei bei den Olympischen Winterspielen | Chinese Taipei bei den Olympischen Winterspielen | Chinese Taipei bei den Olympischen Winterspielen | Chinese Taipei bei den Olympischen Winterspielen | Chinese Taipei bei den Olympischen Winterspielen |
| Jahr                                                                              | Gold                                             | Silber                                           | Bronze                                           | Gesamt                                           | Rang                                             | Jahr | Gold                                             | Silber                                           | Bronze                                           | Gesamt                                           | Rang                                             |                                                  |
| 1956                                                                              | 0                                                | 0                                                | 0                                                | 0                                                |                                                  |      | 1956                                             | –                                                | –                                                | –                                                | –                                                | –                                                |
| 1960                                                                              | 0                                                | 1                                                | 0                                                | 1                                                | 32                                               |      | 1960                                             | –                                                | –                                                | –                                                | –                                                | –                                                |
| 1964                                                                              | 0                                                | 0                                                | 0                                                | 0                                                |                                                  |      | 1964                                             | –                                                | –                                                | –                                                | –                                                | –                                                |
| 1968                                                                              | 0                                                | 0                                                | 1                                                | 1                                                | 42                                               |      | 1968                                             | –                                                | –                                                | –                                                | –                                                | –                                                |
| 1972                                                                              | 0                                                | 0                                                | 0                                                | 0                                                |                                                  |      | 1972                                             | 0                                                | 0                                                | 0                                                | 0                                                |                                                  |
| 1976                                                                              | –                                                | –                                                | –                                                | –                                                | –                                                |      | 1976                                             | 0                                                | 0                                                | 0                                                | 0                                                |                                                  |
| 1980                                                                              | –                                                | –                                                | –                                                | –                                                | –                                                |      | 1980                                             | –                                                | –                                                | –                                                | –                                                | –                                                |
| 1984                                                                              | 0                                                | 0                                                | 1                                                | 1                                                | 43                                               |      | 1984                                             | 0                                                | 0                                                | 0                                                | 0                                                |                                                  |
| 1988                                                                              | 0                                                | 0                                                | 0                                                | 0                                                |                                                  |      | 1988                                             | 0                                                | 0                                                | 0                                                | 0                                                |                                                  |
| 1992                                                                              | 0                                                | 1                                                | 0                                                | 1                                                | 49                                               |      | 1992                                             | 0                                                | 0                                                | 0                                                | 0                                                |                                                  |
| 1996                                                                              | 0                                                | 1                                                | 0                                                | 1                                                | 61                                               |      | 1994                                             | 0                                                | 0                                                | 0                                                | 0                                                |                                                  |
| 2000                                                                              | 0                                                | 1                                                | 4                                                | 5                                                | 58                                               |      | 1998                                             | 0                                                | 0                                                | 0                                                | 0                                                |                                                  |
| 2004                                                                              | 2                                                | 2                                                | 1                                                | 5                                                | 31                                               |      | 2002                                             | 0                                                | 0                                                | 0                                                | 0                                                |                                                  |
| 2008                                                                              | 1                                                | 1                                                | 2                                                | 4                                                | 80                                               |      | 2006                                             | 0                                                | 0                                                | 0                                                | 0                                                |                                                  |
| 2012                                                                              | 1                                                | 0                                                | 1                                                | 2                                                | 63                                               |      | 2010                                             | 0                                                | 0                                                | 0                                                | 0                                                |                                                  |
| 2016                                                                              | 1                                                | 0                                                | 2                                                | 3                                                | 50                                               |      | 2014                                             | 0                                                | 0                                                | 0                                                | 0                                                |                                                  |
| 2020                                                                              | 2                                                | 4                                                | 6                                                | 12                                               | 34                                               |      | 2018                                             | 0                                                | 0                                                | 0                                                | 0                                                |                                                  |
| 2024                                                                              | 2                                                | 0                                                | 5                                                | 7                                                | 35                                               |      | 2022                                             | 0                                                | 0                                                | 0                                                | 0                                                |                                                  |
| Gesamt                                                                            | 9                                                | 11                                               | 23                                               | 43                                               |                                                  |      | Gesamt                                           | 0                                                | 0                                                | 0                                                | 0                                                |                                                  |
| \| \| Gold \| Silber \| Bronze \| Gesamt \| \| Ges. S+W \| 9 \| 11 \| 23 \| 43 \| |                                                  |                                                  |                                                  |                                                  |                                                  |      |                                                  |                                                  |                                                  |                                                  |                                                  |                                                  |
|                                                                                   | Gold                                             | Silber                                           | Bronze                                           | Gesamt                                           |                                                  |      |                                                  |                                                  |                                                  |                                                  |                                                  |                                                  |
| Ges. S+W                                                                          | 9                                                | 11                                               | 23                                               | 43                                               |                                                  |      |                                                  |                                                  |                                                  |                                                  |                                                  |                                                  |

## Medaillengewinner
- Chang Cheng-hsien – Baseball (0-1-0)
Barcelona 1992: Silber, Männer
- Chang Wen-chung – Baseball (0-1-0)
Barcelona 1992: Silber, Männer
- Chang Yaw-teing – Baseball (0-1-0)
Barcelona 1992: Silber, Männer
- Chen Chi-hsin – Baseball (0-1-0)
Barcelona 1992: Silber, Männer
- Chen Jing – Tischtennis (0-1-1)
Atlanta 1996: Silber, Einzel Frauen
Sydney 2000: Bronze, Einzel Frauen
- Chen Nien-chin – Boxen (0-0-1)
Paris 2024: Bronze, Weltergewicht Frauen
- Chen Wei-chen – Baseball (0-1-0)
Barcelona 1992: Silber, Männer
- Chen Wei-ling – Gewichtheben (1-0-0)
Peking 2008: Gold, Fliegengewicht Frauen
- Chen Wen-huei – Gewichtheben (0-0-1)
Tokio 2020: Bronze, Mittelgewicht Frauen
- Cheng I-ching – Tischtennis (0-0-1)
Tokio 2020: Bronze, Doppel Mixed
- Wang Cheng-pang – Bogenschießen (0-1-0)
Athen 2004: Silber, Team Männer
- Chi Cheng – Leichtathletik (0-0-1)
Mexiko-Stadt 1968: Bronze, 80 m Hürden Frauen
- Hsu Shu-ching – Gewichtheben (2-0-0)
London 2012: Gold, Federgewicht Frauen
Rio de Janeiro 2016: Gold, Federgewicht Frauen
- Chi Shu-ju – Taekwondo (0-0-1)
Sydney 2000: Bronze, Fliegengewicht Frauen
- Chiang Tai-chuan – Baseball (0-1-0)
Barcelona 1992: Silber, Männer
- Chen Shih-hsin – Taekwondo (1-0-0)
Athen 2004: Gold, Fliegengewicht Frauen
- Deng Yu-cheng – Bogenschießen (0-1-0)
Tokio 2020: Silber, Team Männer
- Huang Chih-hsiung – Taekwondo (0-1-1)
Sydney 2000: Bronze, Fliegengewicht Männer
Athen 2004: Silber, Leichtgewicht Männer
- Huang Chung-yi – Baseball (0-1-0)
Barcelona 1992: Silber, Männer
- Huang Hsiao-wen – Boxen (0-0-1)
Tokio 2020: Bronze, Fliegengewicht Frauen
- Huang Wen-po – Baseball (0-1-0)
Barcelona 1992: Silber, Männer
- Wu Hui-ju – Bogenschießen (0-0-1)
Athen 2004: Bronze, Team Frauen
- Ku Kuo-chian – Baseball (0-1-0)
Barcelona 1992: Silber, Männer
- Kuo Hsing-chun – Gewichtheben (1-0-2)
Rio de Janeiro 2016: Bronze, Leichtgewicht Frauen
Tokio 2020: Gold, Leichtgewicht Frauen
Paris 2024: Bronze, Leichtgewicht Frauen
- Kuo Lee Chien-fu – Baseball (0-1-0)
Barcelona 1992: Silber, Männer
- Tseng Li-cheng – Taekwondo (0-0-1)
London 2012: Bronze, Federgewicht Frauen
- Kuo Yi-hang – Gewichtheben (0-0-1)
Sydney 2000: Bronze, Schwergewicht Frauen
- Lee Chih-kai – Turnen (0-1-0)
Tokio 2020: Silber, Pauschenpferd Männer
- Lee Meng-yuan – Schießen (0-0-1)
Paris 2024: Bronze, Skeet Männer
- Lee Yang – Badminton (2-0-0)
Tokio 2020: Gold, Doppel Männer
Paris 2024: Gold, Doppel Männer
- Lei Chien-ying – Bogenschießen (0-0-1)
Rio de Janeiro 2016: Bronze, Team Männer
- Li Feng-ying – Gewichtheben (0-1-0)
Sydney 2000: Silber, Federgewicht Frauen
- Chen Li-ju – Bogenschießen (0-0-1)
Athen 2004: Bronze, Team Frauen
- Liao Ming-hsiung – Baseball (0-1-0)
Barcelona 1992: Silber, Männer
- Lin Chao-huang – Baseball (0-1-0)
Barcelona 1992: Silber, Männer
- Lin Kun-han – Baseball (0-1-0)
Barcelona 1992: Silber, Männer
- Lin Shih-chia – Bogenschießen (0-0-1)
Rio de Janeiro 2016: Bronze, Team Männer
- Lin Yun-ju – Tischtennis (0-0-1)
Tokio 2020: Bronze, Doppel Mixed
- Lin Yu-ting – Boxen (1-0-0)
Paris 2024: Gold, Federgewicht Frauen
- Lo Chen-jung – Baseball (0-1-0)
Barcelona 1992: Silber, Männer
- Lo Chia-ling – Taekwondo (0-0-1)
Tokio 2020: Bronze, Federgewicht Frauen
- Lo Kuo-chong – Baseball (0-1-0)
Barcelona 1992: Silber, Männer
- Lu Ying-chi – Gewichtheben (0-1-0)
Peking 2008: Silber, Mittelgewicht Frauen
- Liu Ming-huang – Bogenschießen (0-1-0)
Athen 2004: Silber, Team Männer
- Chu Mu-yen – Taekwondo (1-0-1)
Athen 2004: Gold, Fliegengewicht Männer
Peking 2008: Bronze, Fliegengewicht Männer
- Pai Kun-hong – Baseball (0-1-0)
Barcelona 1992: Silber, Männer
- Pan Cheng-tsung – Golf (0-0-1)
Tokio 2020: Bronze, Männer
- Yuan Shu-chi – Bogenschießen (0-0-1)
Athen 2004: Bronze, Mannschaft Frauen
- Sung Yu-chi – Taekwondo (0-0-1)
Peking 2008: Bronze, Leichtgewicht Männer
- Chen Szu-yuan – Bogenschießen (0-1-0)
Athen 2004: Silber, Team Männer
- Tai Tzu-ying – Badminton (0-1-0)
Tokio 2020: Silber, Einzel Frauen
- Tan Ya-ting – Bogenschießen (0-0-1)
Rio de Janeiro 2016: Bronze, Team Männer
- Tang Chia-hung – Turnen (0-0-1)
Paris 2024: Bronze, Reck Männer
- Tang Chih-chun – Bogenschießen (0-1-0)
Tokio 2020: Silber, Team Männer
- Tsai Ming-hung – Baseball (0-1-0)
Barcelona 1992: Silber, Männer
- Tsai Wen-yee – Gewichtheben (0-0-1)
Los Angeles 1984: Bronze, Federgewicht Männer
- Wang Chi-lin – Badminton (2-0-0)
Tokio 2020: Gold, Doppel Männer
Paris 2024: Gold, Doppel Männer
- Wang Kuang-shih – Baseball (0-1-0)
Barcelona 1992: Silber, Männer
- Wei Chun-heng – Bogenschießen (0-1-0)
Tokio 2020: Silber, Team Männer
- Wen Tzu-yun – Karate (0-0-1)
Tokio 2020: Bronze, Kumite bis 55 kg Frauen
- Wu Shih-hsih – Baseball (0-1-0)
Barcelona 1992: Silber, Männer
- Wu Shih-yi – Boxen (0-0-1)
Paris 2024: Bronze, Leichtgewicht Frauen
- Yang Chuan-kwang – Leichtathletik (0-1-0)
Rom 1960: Silber, Zehnkampf Männer
- Yang Yung-wei – Judo (0-1-0)
Tokio 2020: Silber, Superleichtgewicht Männer